# Виски (Псковская область)
Ви́ски — деревня в Печорском районе Псковской области России. Входит в состав сельского поселения «Новоизборская волость».
Расположена к северо-западу от волостного центра, деревни Новый Изборск.

## Население
Численность населения деревни на конец 2000 года составляла 91 житель.
| 2001 | 2002 | 2010 |
| ---- | ---- | ---- |
| 91   | ↘60  | ↘49  |